# Veronica fruticans
Veronica fruticosa (nome scientifico Veronica fruticans Jacq., 1762) è una pianta erbacea perenne appartenente alla famiglia delle Plantaginaceae.

## Etimologia
Il nome generico (Veronica) deriva dal personaggio biblico Santa Veronica, la donna che ha dato a Gesù un panno per asciugare il suo volto mentre è sulla via del Calvario. Alcune macchie e segni sui petali della corolla di questo fiore sembrano assomigliare a quelli del sacro fazzoletto di Veronica. Per questo nome di pianta sono indicate altre etimologie come l'arabo "viru-niku", o altre derivate dal latino come "vera-icona" (immagine vera). L'epiteto specifico (fruticans) significa "arbustivo, cespuglioso".
Il nome scientifico della specie è stato definito dal medico, chimico e botanico olandese Nikolaus Joseph von Jacquin (Leida, 16 febbraio 1727 – Vienna, 26 ottobre 1817) nella pubblicazione Enumeratio Stirpium Pleraumque, quae sponte crescunt in agro Vindobonensi - 2, 200. 1762" del 1762.

## Descrizione

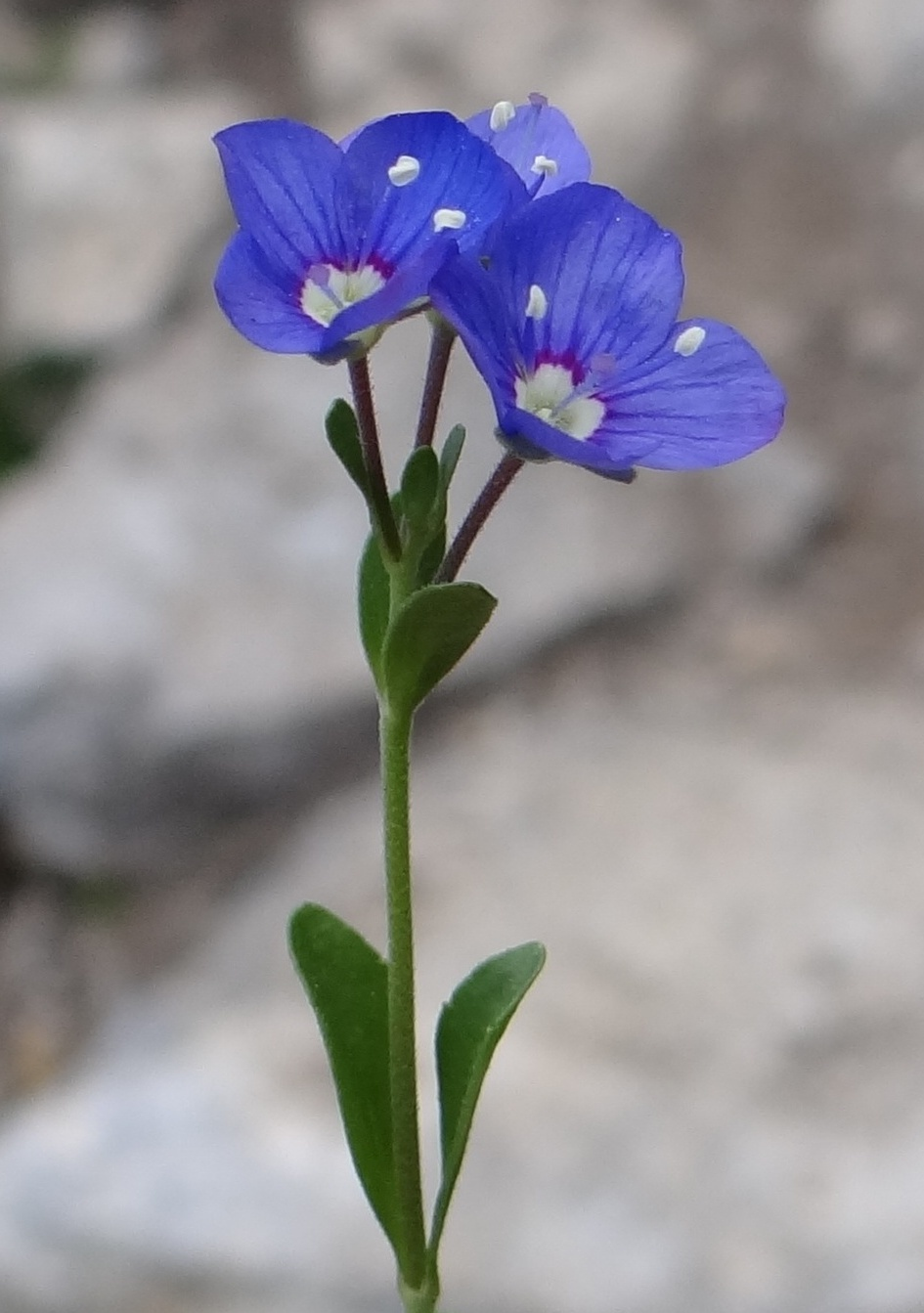
Il portamento

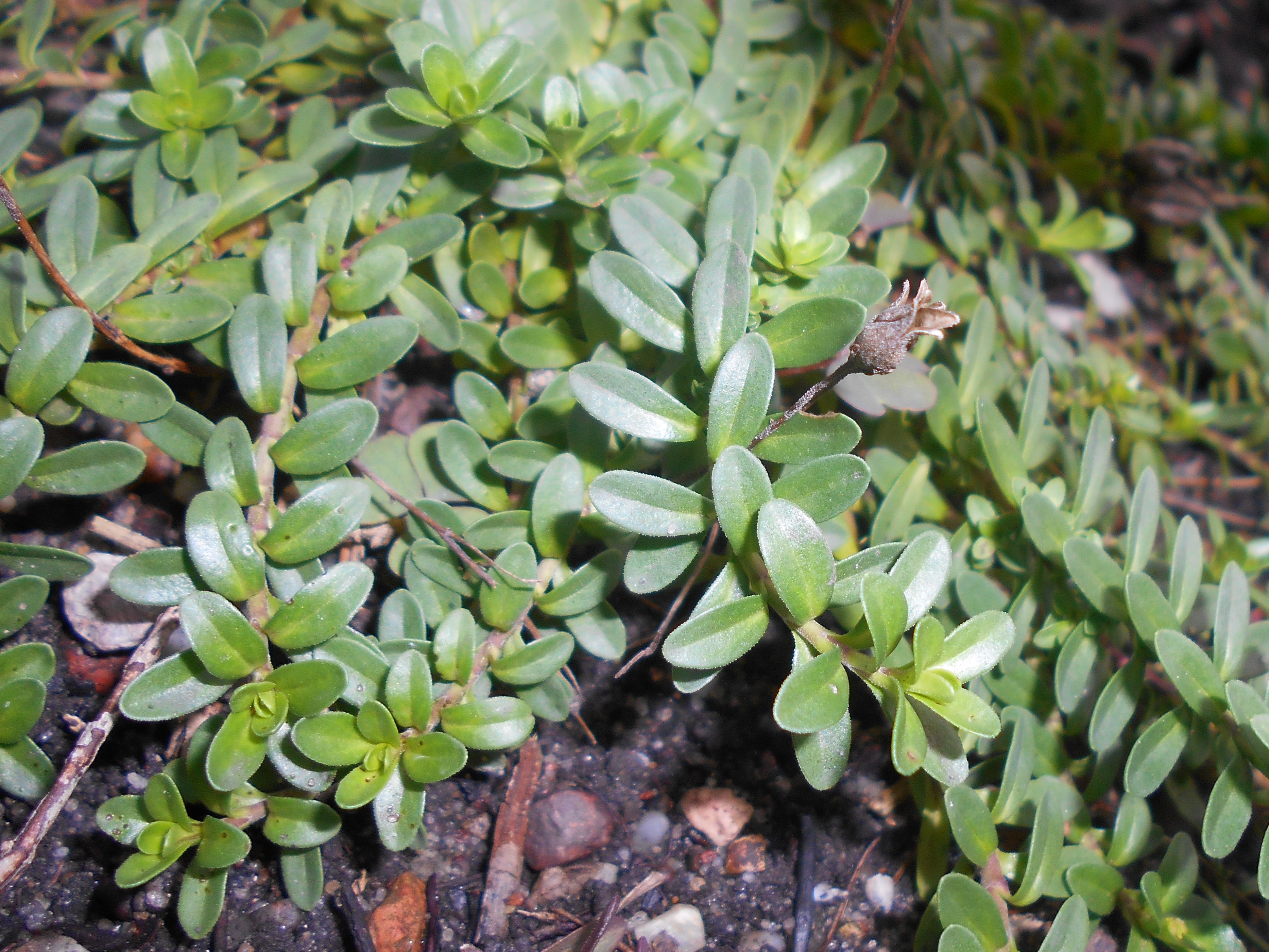
Le foglie

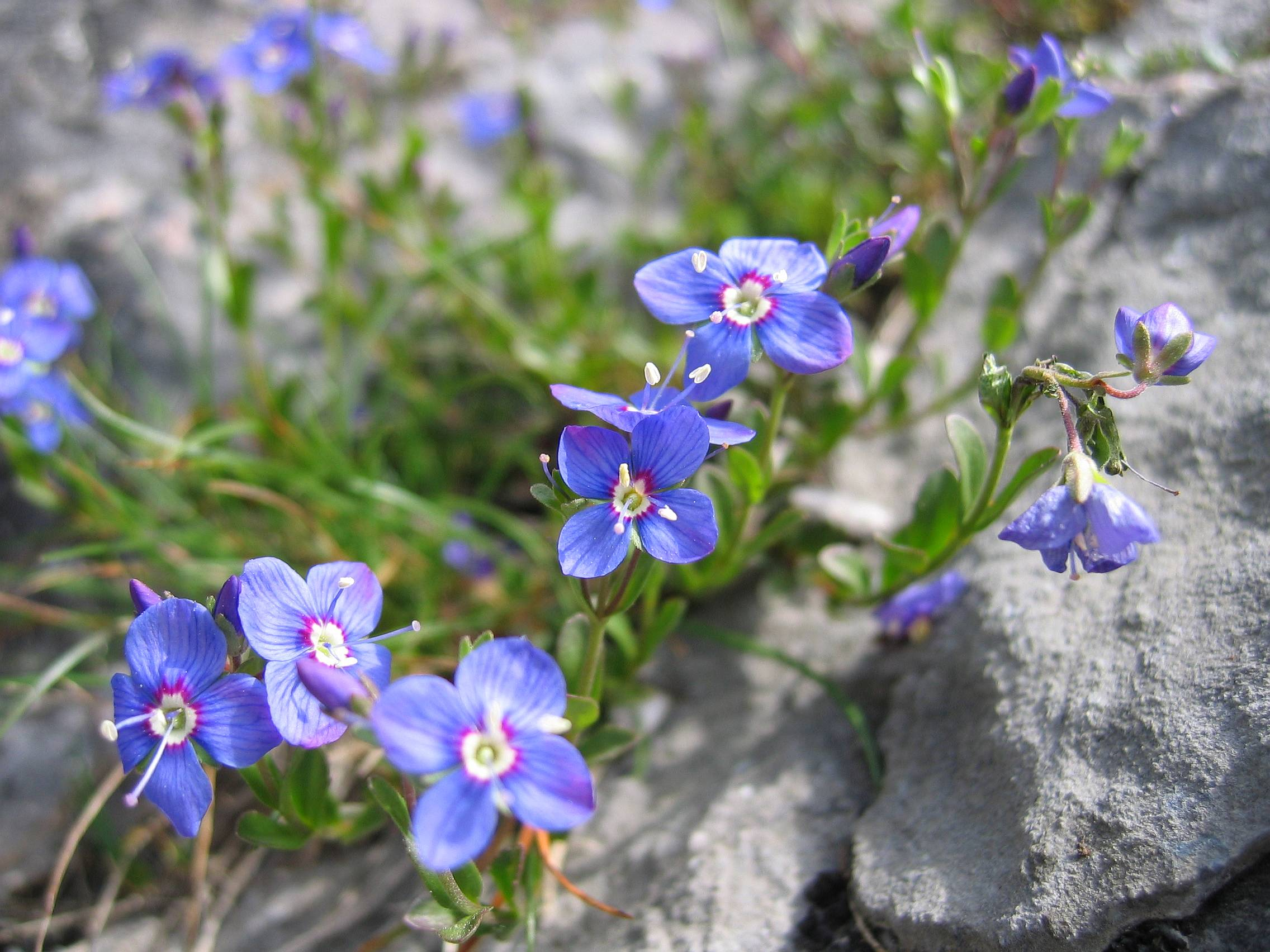
Infiorescenza

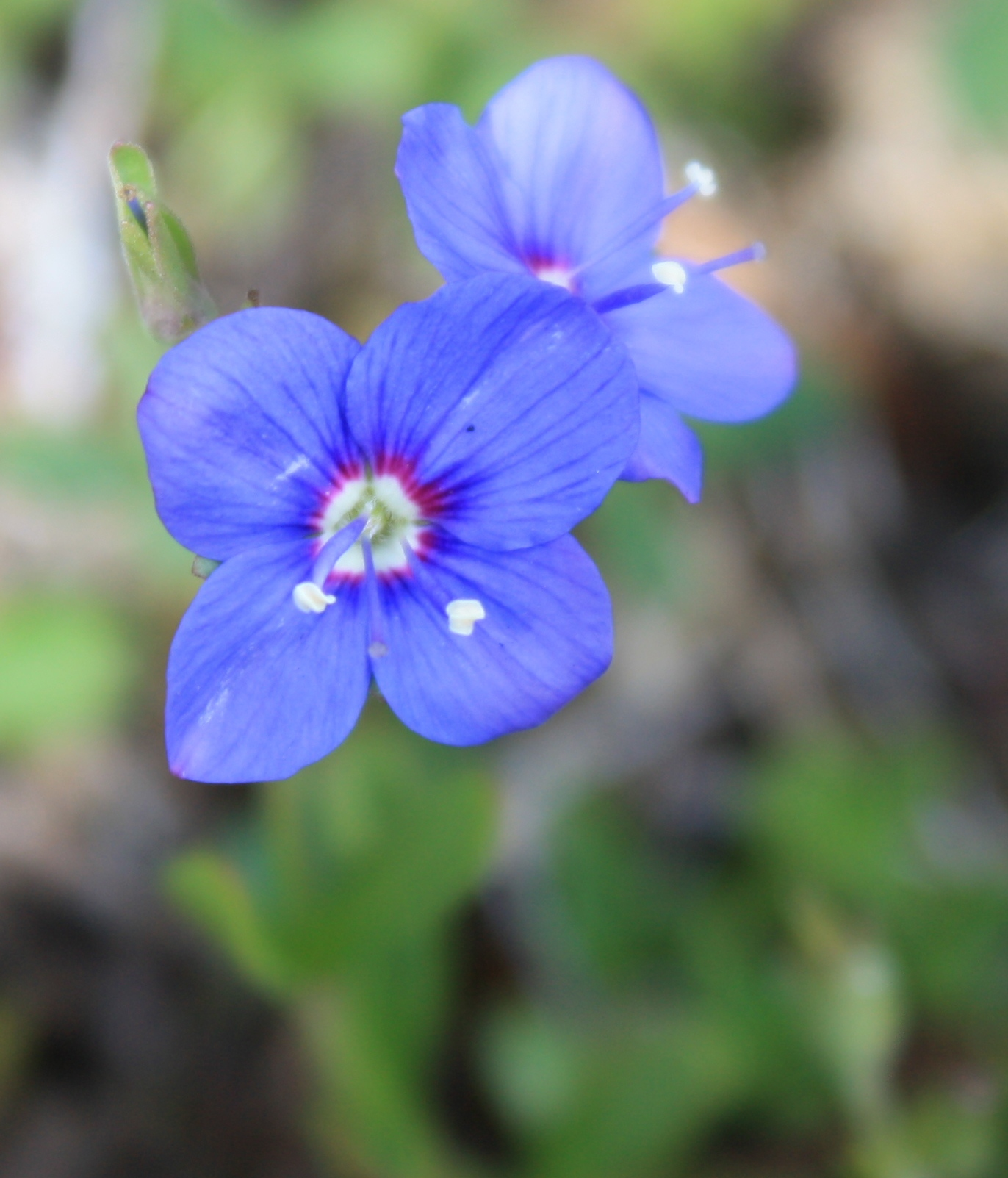
I fiori

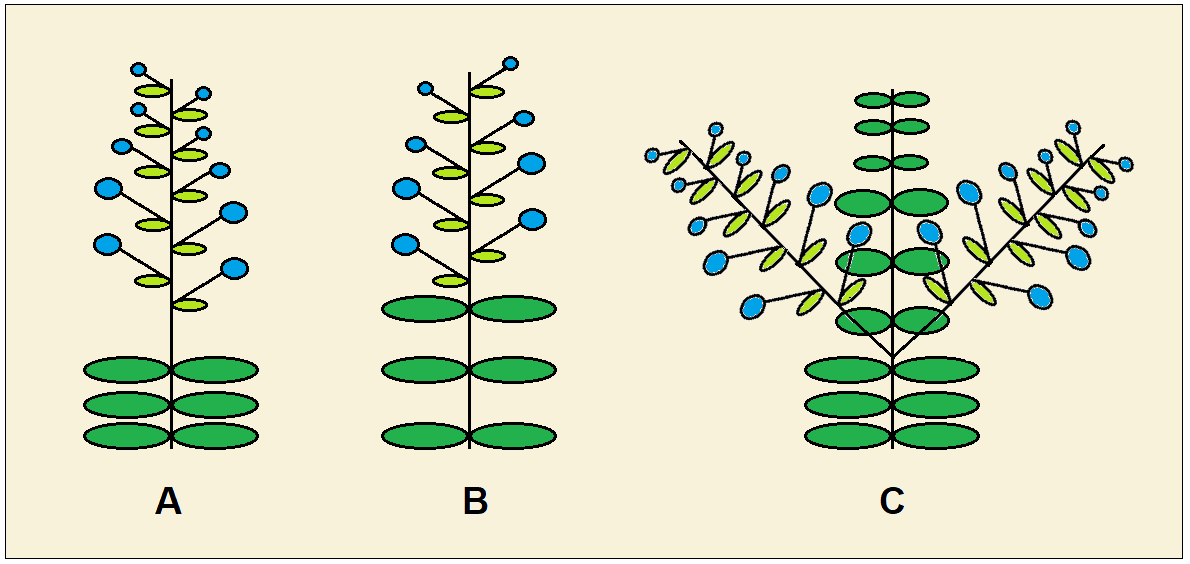
Racemi dell'infiorescenza: A) racemi terminali separati dalle foglie; B) racemi terminali non separati dalle foglie; C) racemi laterali

L'altezza di questa pianta varia tra 5 e 15 cm. La forma biologica è camefita suffruticosa (Ch suffr), sono piante perenni e legnose alla base, con gemme svernanti poste ad un'altezza dal suolo tra i 2 ed i 30 cm (le porzioni erbacee seccano annualmente e rimangono in vita soltanto le parti legnose).

### Radici
Le radici sono secondarie da rizoma.

### Fusto
La parte aerea del fusto è arcuata-ascendente, brevemente pubescente e ramosa.

### Foglie
Le foglie lungo il caule sono disposte in modo opposto; sono subsessili con forme lineari, oblunghe o obovate e contorni debolmente crenati. Gli apici sono ottusi. Il colore è verde scuro; la consistenza è coriacea e aspetto è lucido; le superfici sono subglabre con brevi peli appressati sul margine e sulla nervatura mediana. Le foglie dei getti sterili sono di dimensioni minori e più appressate. Dimensione delle foglie: larghezza 2 – 6 mm; lunghezza 7 – 15 mm.

### Infiorescenza
Le infiorescenze sono dei racemi con 4 - 10 fiori. I racemi sono chiaramente separati dalla parte fogliare (tipo A - vedi figura). Le brattee sono disposte in modo opposto e quelle inferiori sono grandi quasi come le foglie. I peduncoli dei fiori sono più lunghi (quasi il doppio) delle brattee. Lunghezza dei racemi: 3 – 6 cm.

### Fiore
I fiori sono ermafroditi e tetraciclici (composti da 4 verticilli: calice – corolla – androceo – gineceo), pentameri (calice e corolla divisi in cinque parti). Larghezza della corolla: 11 – 15 mm.
- Formula fiorale:

X o * K (4-5), [C (4) o (2+3), A 2+2 o 2], G (2), capsula.
- Calice: il calice campanulato, gamosepalo e più o meno attinomorfo, è diviso in 4 profonde lacinie da oblunghe a oblanceolate (il sepalo posteriore - il quinto - è mancante), con apice acuto. La superficie del calice è densamente pubescente per peli corti, incurvati e appressati generalmente senza ghiandole.
- Corolla: la corolla è gamopetala e debolmente zigomorfa con forme tubolari (il tubo è corto) e terminante in quattro larghi lobi con forme da orbicolari a oblunghe (il lobo superiore è leggermente più grande - due lobi fusi insieme, quello inferiore è più stretto); i lobi sono disposti in modo patente. La corolla è resupinata; i lobi sono appena embricati. La corolla è colorata di blu intenso luminoso con un anello purpureo alle fauci.
- Androceo: gli stami sono due lunghi (gli altri tre sono abortiti) e sono più corti del tubo corollino. I filamenti sono adnati alla corolla. Le antere hanno due teche più o meno separate, uguali con forme arrotondate.
- Gineceo: il gineceo è bicarpellare (sincarpico - formato dall'unione di due carpelli connati). L'ovario (biloculare) è supero con forme ovoidi e compresso lateralmente. Gli ovuli per loculo sono da numerosi a pochi (1 - 2 per loculo), hanno un solo tegumento e sono tenuinucellati (con la nocella, stadio primordiale dell'ovulo, ridotta a poche cellule).[11] Lo stilo filiforme con stigma capitato e ottuso è lungo come l'insenatura della corolla. Il disco nettarifero è presente nella parte inferiore della corolla (sotto l'ovario). Lo stilo è lungo circa 4 – 6 mm.
- Fioritura: da (maggio) giugno ad agosto.

### Frutti
Il frutto è del tipo a capsula divisa fino a metà in due lobi. I bordi sono smarginati e la superficie è densamente pubescente per peli corti, incurvati e appressati generalmente senza ghiandole. La forma è ovoide; la capsula in genere è più lunga del calice. La deiscenza è loculicida. I semi sono numerosi con forme appiattite.

## Riproduzione
- Impollinazione: l'impollinazione avviene tramite insetti (impollinazione entomogama).
- Riproduzione: la fecondazione avviene fondamentalmente tramite l'impollinazione dei fiori (vedi sopra).
- Dispersione: i semi cadendo a terra (dopo essere stati trasportati per alcuni metri dal vento – disseminazione anemocora) sono successivamente dispersi soprattutto da insetti tipo formiche (disseminazione mirmecoria).

## Distribuzione e habitat

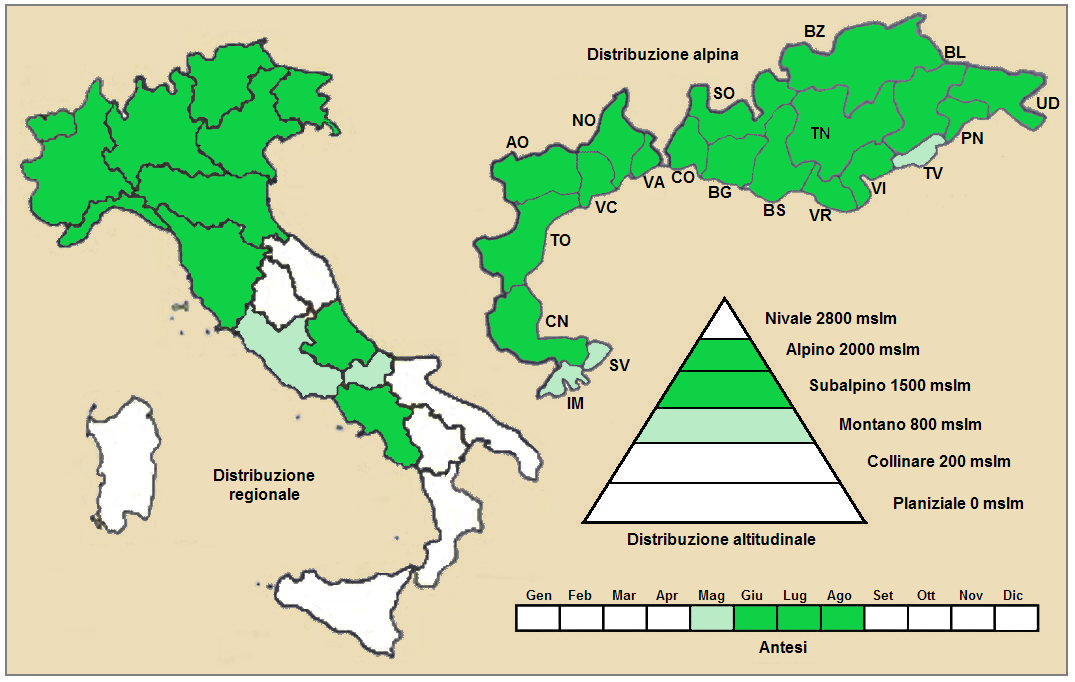
Distribuzione della pianta
(Distribuzione regionale – Distribuzione alpina)

- Geoelemento: il tipo corologico (area di origine) è Artico-Alpico (Europeo).
- Distribuzione: in Italia è una specie rara e si trova solamente a Nord. Nelle Alpi si trova in entrambi i versanti. Sugli altri rilievi europei collegati alle Alpi si trova nella Foresta Nera, Vosgi, Massiccio del Giura, Massiccio Centrale, Pirenei, Monti Balcani e Carpazi.[13] Nel resto dell'Europa questa specie si trova dalla Spagna all'Ucraina e dall'Islanda alla Grecia (compresa la Scandinavia e la Russia).[14]
- Habitat: l'habitat tipico per questa pianta sono le fessure delle rocce, i pendii sassosi aridi, le rupi e i muri. Il substrato preferito è calcareo ma anche siliceo con pH neutro, bassi valori nutrizionali del terreno che deve essere secco.[13]
- Distribuzione altitudinale: sui rilievi queste piante si possono trovare da 1.000 fino a 2.500 m s.l.m.; frequentano quindi i seguenti piani vegetazionali: subalpino e alpino e in parte quello montano.

### Fitosociologia
Dal punto di vista fitosociologico alpino Veronica fruticans appartiene alla seguente comunità vegetale:
- Formazione: delle comunità delle praterie rase dei piani subalpino e alpino con dominanza di emicriptofite

- Classe: Juncetea trifidi

## Tassonomia
La famiglia di appartenenza (Plantaginaceae) è relativamente numerosa con un centinaio di generi. La classificazione tassonomica di questa specie è in via di definizione in quanto fino a poco tempo fa il suo genere apparteneva alla famiglia delle Scrophulariaceae (secondo la classificazione ormai classica di Cronquist), mentre ora con i nuovi sistemi di classificazione filogenetica (classificazione APG) è stata assegnata alla famiglia delle Plantaginaceae; anche i livelli superiori sono cambiati (vedi il box tassonomico iniziale). Questa pianta appartiene alla sottotribù Veroniciinae (tribù Veroniceae e sottofamiglia Digitalidoideae). Il genere Veronica è molto numeroso con oltre 250 specie a distribuzione cosmopolita.

### Filogenesi
La specie V. fruticans appartiene alla sezione Veronicastrum Koch caratterizzata da piante perenni con racemi terminali.
Inoltre la specie di questa voce fa parte del Gruppo di V. fruticans insieme (relativamente all'areale italiano) alla specie Veronica fruticulosa L.. I caratteri principali di questo gruppo sono:
- le specie sono perenni con base lignificata e ramosa e con fusti brevemente pubescenti; inoltre sono presenti dei getti sterili;
- le foglie sono subsessili con lamine intere e contorni debolmente crenati, di colore verde scuro; la consistenza è coriacea e di aspetto lucido; le superfici sono subglabre con brevi peli appressati sul margine e sulla nervatura mediana;
- le foglie dei getti sterili sono di dimensioni minori e più appressate;
- le infiorescenza hanno delle brattee; quelle inferiori sono grandi quasi come le foglie;
- le lacinie del calice hanno delle forme da oblunghe a oblanceolate;
- lo stilo è lungo circa 4 - 6 mm;
- la capsula, più lunga del calice, ha delle forme ovoidi (4-5 x 7-9 mm), ed è debolmente smarginata oppure no:
- i semi sono numerosi.

Le due specie di questo gruppo si distinguono in quanto la pianta di questa voce non ha peli ghiandolari nell'infiorescenza e la corolla è colorata di blu intenso luminoso con un anello purpureo alle fauci (V. fruticulosa la corolla è colorata di rosa-chiaro con venature più scure).
Il numero cromosomico di V. fruticans è: 2n = 16.

### Sinonimi
Questa entità ha avuto nel tempo diverse nomenclature. L'elenco seguente indica alcuni tra i sinonimi più frequenti:
- Petrodora saxatilis Fourr.
- Veronica saxatilis Scop.

## Altre notizie
La Veronica fruticosa in altre lingue è chiamata nei seguenti modi:
- (DE)  Felsen-Ehrenpreis
- (FR)  Véronique buissonnante
- (EN)  Rock Speedwell